# Тиле, Корнелис Петер
Корнелис Петер Тиле (нидерл. Cornelis Petrus Tiele; 16 декабря 1830, Лейден—11 января 1902, Лейден) — нидерландский учёный-теолог, историк религии, священник, ориенталист, педагог, один из основателей религиоведения. Один из авторов Encyclopaedia Biblica и Encyclopaedia Britannica. 

## Биография
Обучался в семинарии ремонстрантов. Затем изучал теологию в Амстердамском университете. В 1853 г. был рукоположен. Имея либеральные религиозные взгляды, он проповедовал как пастор в Мооррехте (1853) и в Роттердаме (1856).
Продолжил самостоятельно изучать древние религии, авестийский, ассирийский, вавилонский и египетский языки.
В 1872 г. — профессор специально созданной для него кафедры истории религии. Удостоен звания почётного доктора (honoris causa) Лейденского университета (1872).
С 1873 г. К. Тиле читал лекции по истории религий в протестантской семинарии г. Лейдена. С 1877 по 1901 г. возглавлял кафедру истории и философии религии на теологическом факультете университета в Лейдене. В 1892—1893 гг. — ректор Лейденского университета
Совместно с Авраамом Кюненом и Яном Хендриком Схольтеном был предводителем «новых» в Голландии.
Эдинбургский университет в 1900 году присудил Тиле степень honoris causa. До этого такую же честь ему оказали ранее университеты Дублина и Болоньи. Он также был членом более пятнадцати научных обществ в Нидерландах, Бельгии, Франции, Германии, Италии, Великобритании и США.

## Научная деятельность
К. П. Тиле — один из тех, кто способствовал институциональному становлению религиоведения и стоял у истоков первой кафедры, специализирующейся на научном изучении религии. Автор нескольких важных работ, наибольшее влияние из них оказали те, которые были переведены на английский и немецкий языки. К ним относятся «Очерки истории религии до распространения универсальных религий» (1876), немецкие переводы этой книги (начиная с 3-го издания) выходили под редакцией Натана Зёдерблома. Шестое и последнее её издание, опубликованное в 1931 году, по утверждению М. Стаусберга, «оставалось влиятельным примерно до начала Второй мировой войны» (Stausberg M. The Study of Religion(s) in Western Europe (I): Prehistory and History until World War II / Religion. 2007. Vol. 37. P. 309).
Тиле был одним из ведущих исследователей египетской и месопотамской религии, чему посвятил несколько своих работ: «Сравнительная история египетской и месопотамской религий. Том 1. История египетской религии» (1882). На основе Гиффордских лекций, которые К. П. Тиле прочитал в 1896—1898 годах, был опубликован двухтомник «Элементы науки о религии» (1896—1898), тезисы которого были опубликованы на немецком языке в 1901 году как «Основные принципы науки о религии».
Он также был одним из авторов Энциклопедии Библики и раздела «Религия» в 9-м издании Энциклопедии Британника (1875).
К. П. Тиле не считал изучение первобытных религий как таковых предметом истории религий, и обосновывал это, исходя из привычных для его времени представлений, что эти народы «не имеют истории»: «Описание так называемых естественных религий, которое относится к этнологии, исключено из нашего плана по понятным причинам. Они не имеют истории; и в исторической цепи они только служат тому, чтобы дать возможность нам сформировать идею древних доисторических анимистических религий, остатками или, можно сказать, руинами которых они являются» (Outlines of the History of Religion… P. 6).

## Научные труды
- Vergelijkende geschiedenis van de egyptische en mesopotamische Godsdiensten (1872),
- Geschiedenis van den Godsdienst (1876),
- De Godsdienst van Zarathustra, van het Ontstaan in Baktrie, tot den Val van het Oud-Perzische Rijk (1864)
- De Vrucht der Assyriologie voor de vergelijkende geschiedenis der Godsdiensten (1877)
- Babylonisch-assyrische Geschichte (в 2-х томах, 1886—1888),
- Western Asia, according to the most Recent Discoveries (1894).
- Tiele C. P. Religions // Encyclopaedia Britannica

На русском языке
- Основные принципы науки о религии / Классики мирового религиоведения. Антология. Т. 1 / Сост. и общ. ред. А. Н. Красникова. М.: Канон+, 1996. С. 144—196.